# Janina Kaniuczak
Janina Kaniuczak (ur. 1948) – polska inżynier, dr hab. nauk rolniczych, profesor i kierownik Zakładu Gleboznawstwa i Chemii Środowiska Wydziału Biologicznego i Rolniczego Uniwersytetu Rzeszowskiego.

## Życiorys
W 1979 r. na Wydziale Rolniczym Akademii Rolniczej w Lublinie obroniła pracę doktorską pt. Zasobność w niektóre makro i mikroelementy gleb centralnej części Obniżenia Podkarpackiego na tle ich antropogenizacji, przygotowaną pod kierunkiem prof. Ryszarda Turskiego. W 1999 r. habilitowała się na tymże wydziale na podstawie pracy zatytułowanej Badania nad kształtowaniem się zawartości pierwiastków śladowych w glebach lessowych. W 2009 r. uzyskała tytuł profesora nauk rolniczych. Została zatrudniona na stanowisku profesora w Zakładzie Gleboznawstwa i Chemii Środowiska na Wydziale Biologicznym i Rolniczym Uniwersytetu Rzeszowskiego (została też kierownikiem tego zakładu), profesora zwyczajnego w Instytucie Socjologii na Wydziale Zamiejscowym Nauk o Społeczeństwie w Stalowej Woli Katolickiego Uniwersytetu Lubelskiego Jana Pawła II oraz w Katedrze Gleboznawstwa, Chemii Środowiska i Hydrologii na Wydziale Biologicznym i Rolniczym Uniwersytetu Rzeszowskiego.
Jest członkiem Komitetu Gleboznawstwa i Chemii Rolnej Polskiej Akademii Nauk.

## Odznaczenia
- Złoty Krzyż Zasługi (2000)[5]